# Scagliozzi
Gli scagliozzi (chiamati anche scagliozze al femminile, scagliuzz, scagnuzziell, sgagliozzi o sgagliozze) sono un prodotto da friggitoria presente nella cucina foggiana, barese, napoletana, messinese e toscana. Nascono a Foggia, per poi diffondersi in tutto il sud Italia.

## Descrizione
Sono semplici fette di polenta, la quale generalmente viene lasciata a seccare qualche giorno dopo la preparazione per perdere umidità e poter essere fritta senza sciogliersi nell'olio bollente, tagliate a triangolini, fritte in abbondante olio bollente e salate. 
A Foggia, la città degli scagliozzi, si vendono tipicamente in friggitoria e costituiscono uno degli alimenti base della dieta tradizionale. Alcune fonti riportano che gli scagliozzi furono il risultato dell'importazione della polenta da parte di contadini veneti emigrati in Capitanata: la polenta avanzata veniva tagliata e fritta, divenendo così sin dal XIX secolo una delle pietanze "povere" più gradite dalla gente di Foggia. Solo successivamente gli scagliozzi si sarebbero diffusi nel resto della Puglia. A Foggia esisteva un vero e proprio mestiere, quello dello "scagliozzaro", che vendeva gli scagliozzi in giro per la città. Alcuni storici scagliozzari sopravvivono ancora oggi, ma non si tratta più di venditori ambulanti. Le sgagliozze baresi sono quasi sempre di forma rettangolare o quadrata. 
A Napoli si vendono nelle friggitorie tipiche insieme ad altri prodotti caratteristici, quali le pastacresciute, gli sciurilli (frittelle di fiori di zucca), le fette di melanzane fritte in pastella, piccoli arancini (palle di riso) e crocchè di patate.
A Messina sono venduti da ambulanti e sono un tipico cibo da strada locale.
La pietanza si può consumare da sola o accompagnata da formaggio fuso, olive o varie salse.

## Etimologia
Sgagliozzi rimanda a scaglia, pezzo grossolanamente tagliato. Tuttavia, nel Sud Italia la parola scagliozza indica anche la moneta, quindi la si può mettere in relazione con il colore dorato della pietanza. A Bari il termine è esclusivamente femminile: sgagliozze, mentre a Foggia e in altre città si usa anche o solo il maschile. 